# 首席部长 (印度)
首席部长（印地语：मुख्यमन्त्री）是印度共和国28个邦和3个联邦属地（德里与本地治里，查谟和克什米尔暂时空缺由总统治理）由选举产生的政府首脑的官衔。根据《印度宪法》，印度各地方邦长在名义上为其元首，实际上由首席部长掌控行政权。地方立法议会选举进行后，总督通常会邀请在议会中拥有多数议席的政党组成地方政府，或由数个政党组成联合政府，并从中委任一名首席部长。首席部长的任期为最长五年，并且可以寻求连任，并不设有任何限制。

## 委任过程

### 资格
《印度宪法》规定，首席部长必须符合以下条件：
- 印度公民
- 不少于25岁
- 地方立法议员（英语：Vidhan Sabha）

### 选举
首席部长首先必须通过地方选举，获民选为立法议员。接着，总督通常会邀请在议会中拥有多数议席的政党组成地方政府，或由数个政党组成联合政府，并从中委任一名首席部长。首席部长必须在正式就任之前宣誓就职。

## 薪金
根据《印度宪法》第一百六十四条，首席部长与其他部长的薪金将交由各地方立法机构管制，因地方而异。